# Amherst (marka samochodów)
Amherst – kanadyjskie przedsiębiorstwo motoryzacyjne z siedzibą w Amherstburgu, zajmujące się produkcją samochodów.
W 1912 roku, kiedy wycofali się udziałowcy, firma zbankrutowała pozostawiając po sobie tylko kilka gotowych egzemplarzy samochodu Amherst 40.